# 馬修·葛雷·古博勒
馬修·葛雷·古博勒 （Matthew Gray Gubler，1980年3月9日生於拉斯維加斯）是一位美國演員、導演、素描畫家，和前任時尚模特兒。他的出道角色是電影《海海人生》的實習生一號；最有名和最為人知的角色則是CBS電視劇《犯罪心理》裡的年輕天才史班舍·瑞得博士。馬修在他畢業於紐約大學提許藝術學院前，製作了幾部在他家鄉拉斯維加斯和紐約拍攝的電影。

## 履歷
馬修高中畢業於拉斯維加斯學院的國際研究演出與視覺藝術；因為學院並沒有他最愛的電影製作科系，所以他主修是演戲。 他大學畢業於紐約大學的提許藝術學院，主修為電影導演。他也就讀了聖塔克魯茲加州大學。
馬修的父母都是在拉斯維加斯出生，他的母親瑪麗林·古博勒女士曾是第一位女性共和黨州議長。馬修的祖父麥克斯威爾·凱爾契曾是第一位拉斯維加斯貿易會議所會長和創立了拉斯維加斯第一個無線電台。馬修的姊姊蘿拉·達哈爾是位根基在紐約的時尚設計師。馬修有個十二歲的弟弟，曾出現在旋風熱力團體的雷根音樂錄影帶。

## 職業
馬修不情願的做著模特兒工作以便完成他的電影學業，他在基因模特兒管理（DNA Model Management）、汤米·席尔菲格、Sisley、马克·雅各布斯中當模特兒。馬修也是在models.com排名四十六的前五十名男性模特兒。他一邊在當模特兒一邊幫魏斯·安德森實習時，魏斯·安德森鼓勵他去試鏡魏斯·安德森自己的電影《海海人生》。馬修去了並得到一個角色－實習生一號。這個帶領他得到《犯罪心理》裡的年輕天才史班舍·瑞得博士角色。他在2006的電影《RV》有個小角色－壞名聲的喬喬、2007的電影《鼠來寶》中幫賽門配音，同時演出的有傑森·李、賈斯汀·隆、傑西·麥卡尼。

## 電影製作
當拍攝《海海人生》時，馬修製作了《海海人生》的幕後花絮－《馬修葛雷古博勒的水中實習日記》，收錄在DVD中。馬修在《犯罪心理》同一地點上，執導並主演了自貶嘲諷的系列電影《馬修葛雷古博勒：未經授權的紀錄節目》，諷刺性模仿好萊塢的行為舉止。後續並拍攝了《馬修葛雷古博勒：已經授權的紀錄節目》，雖然目前只拍攝了第一集。他也執導、剪輯並合作製作了殺手樂團的音樂錄影帶“Don't Shoot Me Santa”。

## 作品

### 演出
- 2004年，《海海人生》
- 2005年，《發展受阻》
- 2005年-2020年，《犯罪心理》
- 2006年，《RV》
- 2007年，《鼠來寶》配音
- 2008年，《The Great Buck Howard》
- 2008年，《How to Be a Serial Killer》
- 2009年，《500 Days of Summer》
- 2009年，《Pornstar》
- 2009年，《鼠來寶2》
- 2010年，《長髮公主》配音
- 2011年，《全明星超人》配音
- 2011年，《鬼龍傳說》配音
- 2011年，《Magic Valley》
- 2011年，《鼠來寶3》配音
- 2012年，《開膛少女的異想世界》
- 2012年，《The Beauty Inside》
- 2014年，《我的殭屍女友》
- 2015年，《鼠來寶：鼠喉大作讚》配音
- 2019年，《結束，開始（英语：Endings, Beginnings）》飾演 亞德里恩

### 執導
- 2001年，《Claude: A Symphony of Horror》
- 2001年，《Dead or Retarded》
- 2004年，《The Cactus That Looked Just Like a Man》
- 2005年，《馬修葛雷古博勒的水中實習日記》
- 2006年，《熱力旋風的雷根音樂錄影帶》
- 2007年，《殺手樂隊的"Don't Shoot Me Santa"音樂錄影帶》
- 《馬修葛雷古博勒：未經授權的紀錄節目第一集》
- 《馬修葛雷古博勒：未經授權的紀錄節目第二集》
- 《馬修葛雷古博勒：未經授權的紀錄節目第三集》
- 《馬修葛雷古博勒：未經授權的紀錄節目第四集》
- 《馬修葛雷古博勒：未經授權的紀錄節目第五集》
- 《馬修葛雷古博勒：未經授權的紀錄節目第十集》
- 《馬修葛雷古博勒：已經授權的紀錄節目第一集》
- 2010–2013，《犯罪心裡學："Mosley Lane", "Lauren", "Heathridge Manor", "The Lesson", "Alchemy", "Gatekeeper"》

## 外部連結
- 官方網站 （页面存档备份，存于）
- 犯罪心理 （页面存档备份，存于）
- 馬修葛雷古博勒myspace網站 （页面存档备份，存于）
- 海海人生開眼網站 （页面存档备份，存于）
- Matthew Gray Gubler在互联网电影资料库（IMDb）上的資料（英文）
- 馬修·葛雷·古博勒在TV Guide